# Bundesautobahn 555
La Bundesautobahn 555, abbreviata anche in A 555, è un'autostrada tedesca della lunghezza di 20 km che unisce la città di Colonia e l'autostrada A 4 con la città di Bonn.

## Storia
È stata la prima autostrada aperta al traffico, nel 1932.

## Percorso
| BAB 555 |           |                     |      |                |                |
| Tipo    | n° uscita | Indicazione         | km   | Corrispondenze | Strada europea |
|         | 1         | Verteilerkreis Köln | 0,0  |                |                |
|         | 2         | Kreuz Köln Süd      | 0,7  |                |                |
|         | 3         | Rodenkirchen        | 3,2  |                |                |
|         | 4         | Godorf              | 5,1  |                |                |
|         | 5a        | Wesseling           | 10,2 |                |                |
|         | 5b        | Bornheim            | 15,9 |                |                |
|         | 6         | Kreuz Bonn Nord     | 19,6 |                |                |
|         | 7         | Verteilerkreis Bonn | 20,0 |                |                |